# Flutkatastrophe in der Region Krasnodar 2012
Die Flutkatastrophe in der Region Krasnodar war eine Naturkatastrophe, die ihren Anfang am 6. Juli 2012 nahm, als in der südrussischen Region Krasnodar an der nordöstlichen Schwarzmeerküste langandauernder, äußerst heftiger Starkregen zu fallen begann. Diese Niederschläge verursachten Sturzfluten, Erdrutsche und Überschwemmungen, durch die mindestens 170 Personen getötet und 300 weitere verletzt wurden. Der Schwerpunkt der Katastrophe lag in Krymsk und der Umgebung. Im Rajon Krymsk wurden mehr als 150 Leichen geborgen, nachdem die Stadt und ihre Umgebung von einer nach Augenzeugenberichten sieben Meter hohen Flutwelle überschwemmt wurde.

## Meteorologischer Abriss
| Ort          | 6. Juli | 7. Juli bis 10:00 h | Summe  |
| Gelendschik  | 231 mm  | 51 mm               | 282 mm |
| Noworossijsk | 88 mm   | 187 mm              | 275 mm |
| Krymsk       | 65 mm   | 156 mm              | 221 mm |

Bis zu 12 km hoch reichende Gewittertürme einer Zyklone zogen langsam vom Ostteil des Schwarzen Meeres über den Westen von Südrussland und blieben dort fast stationär, weswegen es in Südrussland zu lange andauernden Starkregenfällen kam. Die Höhe des Systems spielte für die thermischen und dynamischen Vorgänge ebenso eine Rolle wie die bergige Landschaft. Aufgrund der instabilen atmosphärischen Situation kam es ab dem 4. Juli in der Region zu andauernden Regenfällen. Bis zu 126 mm Regen fielen bis zum 5. Juli in der Region. Über dem Wasser bestand die Gefahr von Tornados. Auch am 6. Juli hielt der starke Regen an. Innerhalb nur weniger Stunden fielen in Gelendschik nach Angaben des staatlichen meteorologischen Dienstes 280 mm Niederschlag, was der durchschnittlichen Niederschlagsmenge von vier bis fünf Monaten entspricht. Der Regen hielt die ganze Nacht hindurch an.
Hohe Niederschlagsmengen verzeichneten in der Nacht vom 6. auf den 7. Juli auch andere Gebiete in Südrussland und im Nordkaukasus. In Wolgograd fielen 43 mm Niederschlag, und die Windgeschwindigkeit erreichte in Böen 100 km/h. Die Region um Rostow am Don erhielt bis zu 23 mm Regen, Adygeja 33 mm, in Dagestan fielen in weniger als einer Stunde 31 mm Niederschlag und Hagel mit einer Korngröße von bis zu 27 mm.
Parallel kam es in Ost-Indien am Brahmaputra zu schweren Monsunüberschwemmungen, während im nordöstlichen Zentralrussland nach langer Trockenheit bis Mitte Juni zahlreiche Waldbrände ausgebrochen waren.
Auch im südlicheren Europa herrschte eine abnorm instabile Wetterphase, mit extremer Hitze, schweren Gewittern und Stürmen.
Es handelt sich dabei um eine – nach der Europa-Zentralasien-Kältewelle im Januar/Februar – weitere extreme Auswirkung der Arktischen Oszillation, die wohl im Zusammenhang mit dem Umschlagen La-Niña-zu-El-Niño zu sehen ist.
|  |  |
|  |  |

Druckanomalien 7. Juni 2012 – 6. Juli 2012: Erkennbar das mächtige, nordwärts in die Polarregion drängende zentralrussische Hochdruckgebiet am Beginn der Periode, die sich von Nordindien in den ostanatolischen Raum verlagernde Tiefdruckzone, das die ganze Zeit andauernde, Europa halbierende Hoch-Tief-Gefälle, dessen Hoch sich am Ende der Periode über Osteuropa verlagert, und die sich dadurch überschlagenden polare Oszillationswelle, die einen Tiefkern über dem Schwarzmeer auspfropfen lässt.
Bilder: NOAA NCEP CPC CDAS 30-Tage Animation; 11- resp. 5-Tage-geglättet, Basis der Anomalie Mittel 1979–95

## Modellstudie zur Wirkung der Meereserwärmung
Eine Studie aus dem Jahr 2015 kommt zu dem Ergebnis, dass ähnliche Extremwetterereignisse bedingt durch den Anstieg der Meerestemperatur weltweit öfter auftreten werden. Die Simulationen des Wettergeschehen bei Krymsk zeigten modellhaft, wie sich aus dem Überschreiten eines Schwellenwertes katastrophale Auswirkung ergeben. Dieses als Tipping-Point bekannte Phänomen führte bei Krymsk zu deutlich mehr feuchter Luft in der oberen Atmosphäre und in der Folge zu außergewöhnlich starken lokalen Regenfällen. Die Autoren konstatieren: „Über dem gesamten östlichen Mittelmeer und Schwarzen Meer ist die Atmosphäre durch die Meereserwärmung deutlich instabiler geworden“.

## Flutwelle

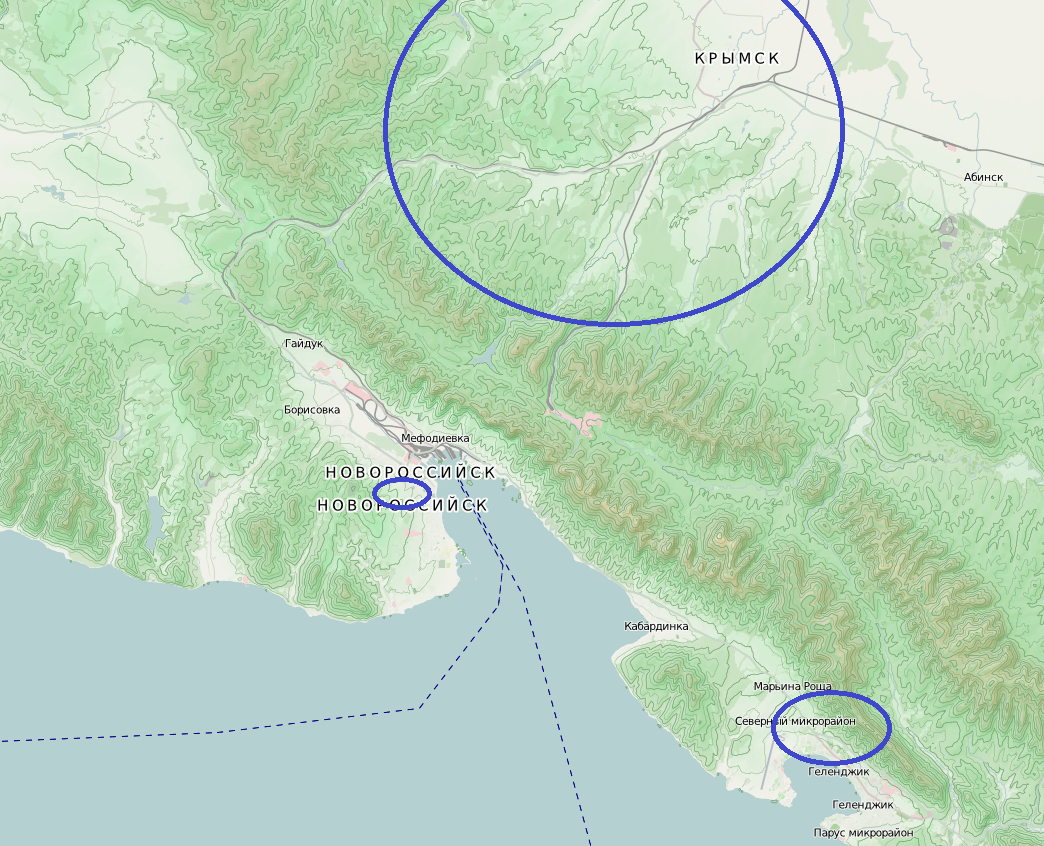
Region Krymsk–Noworossijsk–Gelendschik; markiert: Raum mit gemeldeten Flutopfern

Am Samstag, dem 7. Juli, gegen 02:00 Uhr Ortszeit (22:00 UTC am 6. Juli) strömte eine Flutwelle durch die Stadt Krymsk, am Ufer des Flusses Adagum. Häuser wurden bis an den Dachfirst überschwemmt und zahlreiche Bewohner retteten sich auf die Dächer.
Tausende von Häusern wurden überflutet, etwa einhundert davon wurden durch das Hochwasser zerstört. 2800 Menschen wurden in Sicherheit gebracht. Direkt betroffen von der Überschwemmung waren 13.000 Bewohner der Region. Die Fernstraße A146 von Krasnodar nach Noworossijsk wurde unterbrochen. In Gelendschik starben mindestens fünf Personen infolge der Überschwemmung durch elektrischen Schlag.
Die Behörden wurden von erbosten Bewohnern beschuldigt, nicht rechtzeitig gewarnt zu haben und die Wahrheit über die Ursachen zu verschweigen. Der russische Minister für den Zivilschutz Wladimir Putschkow räumte ein, dass Offizielle der Behörden vor Ort Fehler gemacht hätten. Der lokale Vorsitzende der Oppositionspartei Jabloko, Sergei Mitrochin, warf den Behörden über Twitter vor, zur Hochwasserentlastung die Schütze des Trinkwasserspeichers Neberdschajewskoje geöffnet und so die Flutwelle verursacht zu haben. Diese Vorwürfe wurden von der Regionalregierung als „völliger Unsinn“ zurückgewiesen, meldete RIA Novosti. Der Trinkwasserspeicher liegt am Neberdschai, der in den Adagum mündet und wie andere Flüsse dieses Einzugsgebietes stark anschwoll.
Die Verladung von Erdöl im Hafen von Noworossijsk wurde eingestellt.

## Reaktionen
Mehr als 1000 Helfer wurden eingeflogen, um die betroffene Bevölkerung zu retten und an Aufräumarbeiten mitzuwirken. Russlands Staatspräsident Wladimir Putin reiste in die betroffene Region, um sich ein Bild der Lage zu machen, und ordnete eine Untersuchung an. Die Justiz ermittelt wegen fahrlässiger Tötung gegen Unbekannt. Landesweit wurde für einen Tag Staatstrauer angeordnet.

## Nachweise
1. 1 2 3 4  
Christina Nagel:  In die Trauer mischt sich Wut über die Behörden (Memento des Originals vom 11. Juli 2012 im Internet Archive) In: tagesschau.de, ARD Hörfunkstudio Moskau, 9. Juli 2012
2. 1 2 3 4 5 6  
Julia Smirnowa:  Wassermassen stürzen Russlands Süden ins Chaos, 8. Juli 2012. Abgerufen am 9. Juli 2012
3. 1 2  
 Over 100 die in Russia as floods and landslides hit Krasnodar region, The Guardian, 7. Juli 2012. Abgerufen am 8. Juli 2012 (englisch).
4. 1 2 3 4  
07.07.2012: Сильнейшие грозовые ливни обрушились на Юг Европейской России. Roshydromet. Hydrometeorologisches Forschungszentrum der Russischen Föderation., 7. Juli 2012, abgerufen am 9. Juli 2012 (russisch).
5. ↑  
07.07.2012: О катастрофических дождях на черноморском побережье Краснодарского края – анализ ситуации. Roshydromet. Hydrometeorologisches Forschungszentrum der Russischen Föderation., 7. Juli 2012, abgerufen am 9. Juli 2012 (russisch).
6. ↑  Severe floods and landslides in Northeastern India (Memento des Originals vom 8. Juli 2012 im Internet Archive)  Info: Der Archivlink wurde automatisch eingesetzt und noch nicht geprüft. Bitte prüfe Original- und Archivlink gemäß Anleitung und entferne dann diesen Hinweis., thewatchers.adorraeli.com, 2012/07/03
7. ↑  
Russia declares state of emergency as hundreds of wildfires rage across northern interior, 2012/06/21

6-9 июля на юге, юго-западе Хабаровского края сохранится высокая, местами чрезвычайная пожарная опасность (Memento des Originals vom 13. September 2012 im Internet Archive)  Info: Der Archivlink wurde automatisch eingesetzt und noch nicht geprüft. Bitte prüfe Original- und Archivlink gemäß Anleitung und entferne dann diesen Hinweis., Rosshydromet, Новость (Nachrichten), 10. Jul. 2012 – über Rauch der Waldbrände bei Chabarowsk und Komsomolsk-na-Amur, Herabstufung der Brandgefahr von der fünften Stufe per Mitte der folgenden Woche
8. ↑  vergl. etwa Wetterrückblick Juni 2012 (Seite nicht mehr abrufbar, festgestellt im April 2019. Suche in Webarchiven)  Info: Der Link wurde automatisch als defekt markiert. Bitte prüfe den Link gemäß Anleitung und entferne dann diesen Hinweis., ZAMG
9. ↑  World Meteorological Organization: El Niño/La Niña Update, 26 June 2012 (pdf, wmo.int > Programmes > World Climate Services Programme (WCP) > Climate Applications and Services (WCASP) / CLIPS);

Commonwealth of Australia, Bureau of Meteorology: Increasing risk of El Niño in 2012. 1. Februar 2012 (pdf, Bureau Home > Climate > ENSO Wrap-Up)
10. ↑  Meredith, Edmund (Helmholtz-Zentrum für Ozeanforschung) et al. in Nature Geoscience: Crucial role of Black Sea warming in amplifying the 2012 Krymsk precipitation extreme Our results reveal a physical mechanism linking a sudden amplificat ion of coastal convective precipitation extremes to gradual SST increase. The increased lower tropospheric humidity provides a richer moisture source for convective precipitation and contributes to low-level instability. More importantly, the near-surface warming reduces static stability, allowing deep convection to be more easily triggered. published 13. Juli 2015
11. ↑  Der Spiegel: Die Meereserwärmung brachte die Fluten vom 14. Juli 2015, abgerufen am 15. Juli 2015
12. 1 2 3 4 5  
 Russia flash floods: 144 killed in Krasnodar region, British Broadcasting Corporation, 8. Juli 2012. Abgerufen am 9. Juli 2012 (englisch).
13. 1 2  
Christina Nagel:  Blieben Warnungen der Behörden aus? (Seite nicht mehr abrufbar. Suche in Webarchiven) In: tagesschau.de, ARD Hörfunkstudio Moskau, 7. Juli 2012. Abgerufen am 8. Juli 2012  Info: Der Link wurde automatisch als defekt markiert. Bitte prüfe den Link gemäß Anleitung und entferne dann diesen Hinweis.